# シュモクバエ
シュモクバエ（撞木蝿）は、ハエ目（双翅目）シュモクバエ科に属する昆虫の総称。左右に突き出した眼を持つことで知られる。世界で約160種が知られる。

## 分布
シュモクバエは主に旧大陸の熱帯域に分布する。とりわけアフリカに多くの種が分布しており、約100種が知られる。アマゾンなどの新熱帯区からは見つかっておらず、新大陸からは北アメリカで1種が知られるにとどまる。ヨーロッパでは、ハンガリーで1種、Sphyracephala europaea が記録されている。日本では沖縄県からヒメシュモクバエ Sphyracephala detrahens（八重山以南-東南アジア）1種が知られている

## 特徴
Centrioncus prodiopsis などが属する Centrioncinae 亜科の種を除き、成虫は雌雄ともに左右に長く伸びた眼柄をもつ。和名は、この眼を撞木に見立てて付けられた。この眼は、周囲を広く見渡したり、獲物などとの距離を測ったりするのに利用されると考えられている。なお、ミバエ科やショウジョウバエ科、ヒロクチバエ科にも、シュモクバエのように眼が左右に長く伸びる種があるが、シュモクバエでは触角が複眼のすぐ近くに生じるため、別科の種とは区別できる。
シュモクバエはその形態から、古くから性淘汰の研究に利用されてきた。多くのシュモクバエでは、眼の長さに性的二形があり、マレーシアに生息するシュモクバエの1種 Teleopsis dalmanni に関する研究から、より長い眼をもつオスはメスに選ばれる可能性が高くなるほか、他のオスとの競争に強いと考えられている。強力なオスは、生息に好適でないストレスの多い環境でも長い眼を発達させることが可能と考えられているため、目の長さがそのオスの力の強さを示しているとされる。そのため、ハンディキャップ理論を説明するときにもシュモクバエが引き合いに出されることがある。
農業においては、シュモクバエは稲を食害する害虫として扱われる。

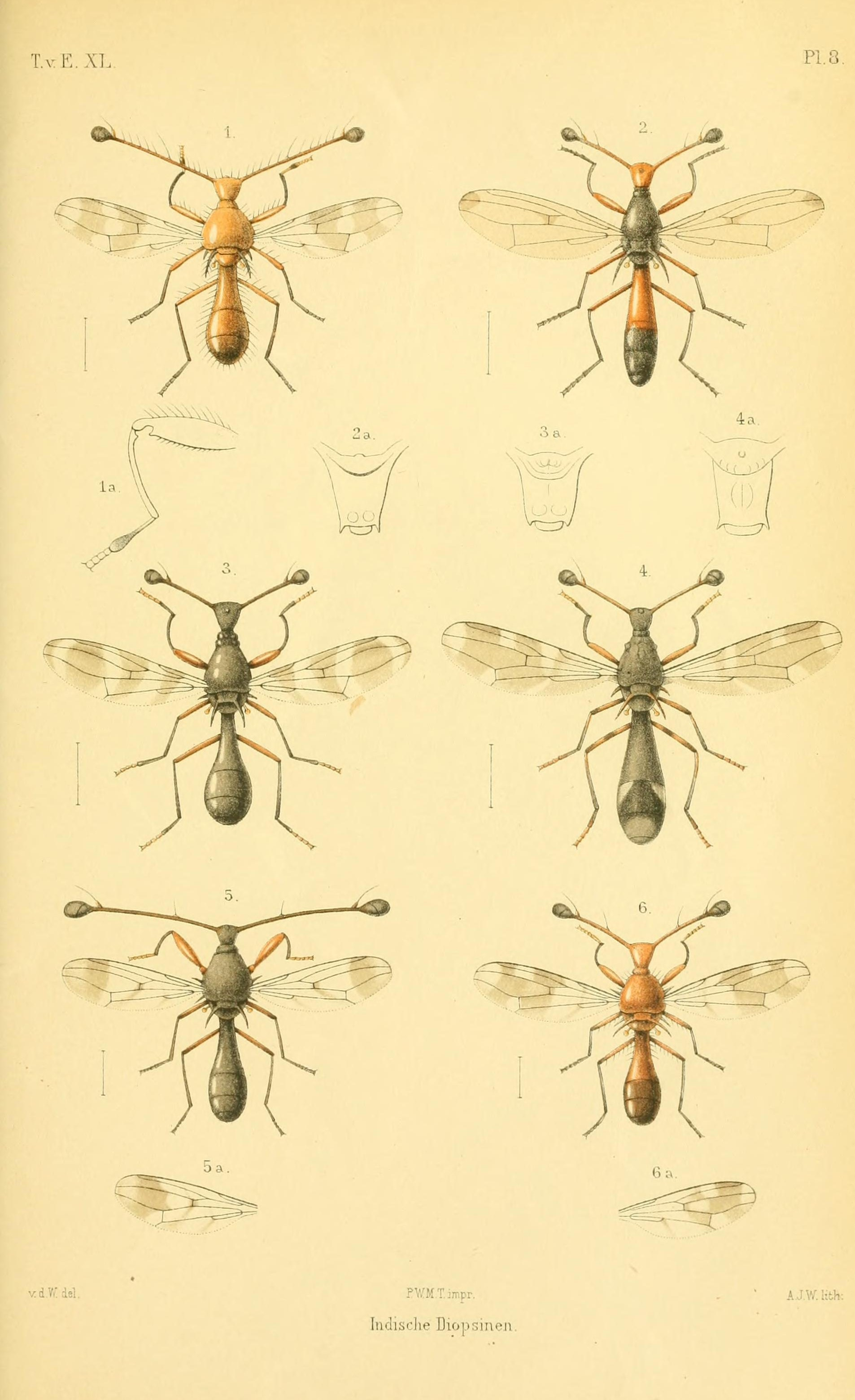
インドのシュモクバエ類
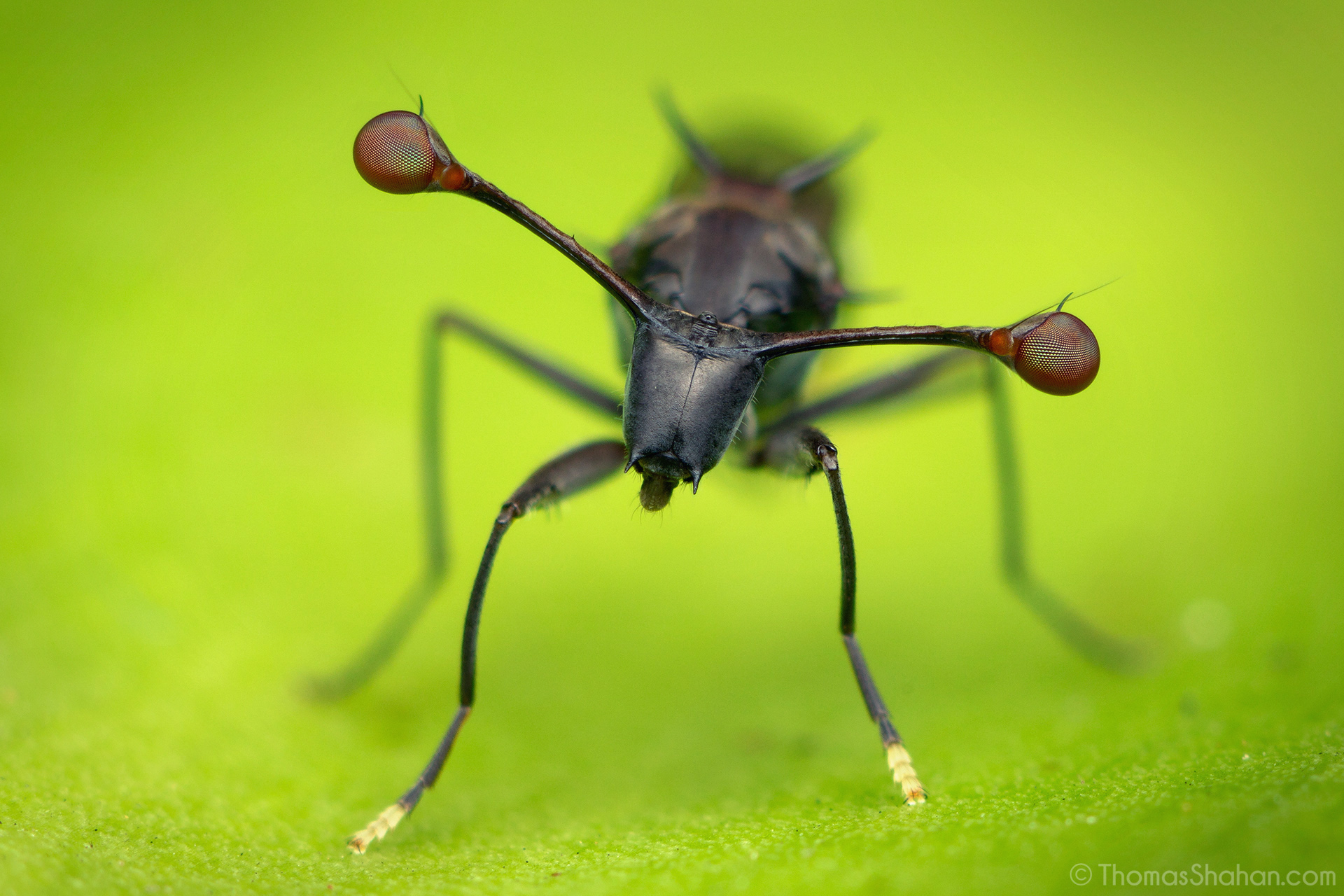
Diasemopsis sp. （モザンビーク）
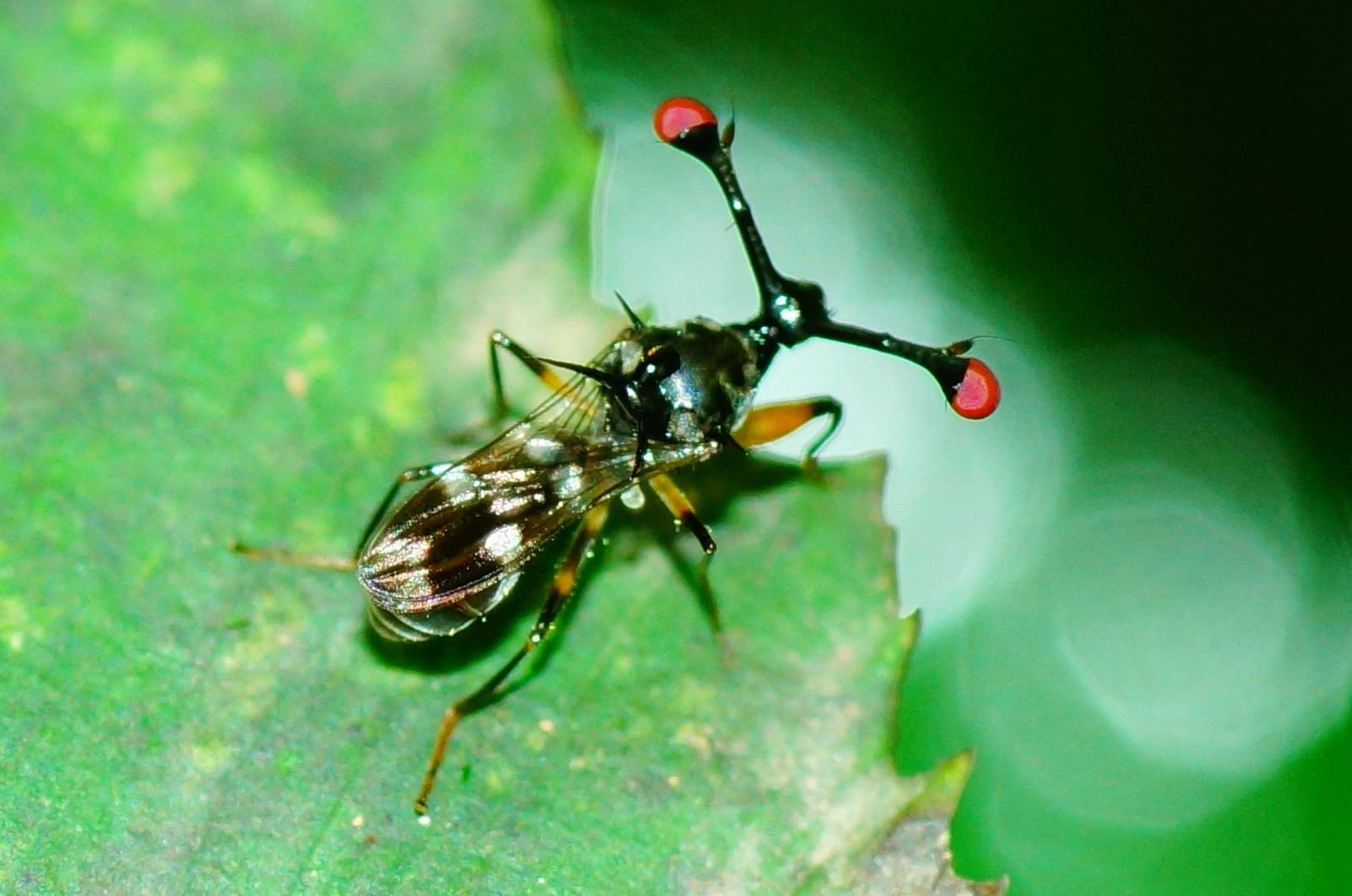
Teleopsis amnoni （インドケーララ州）
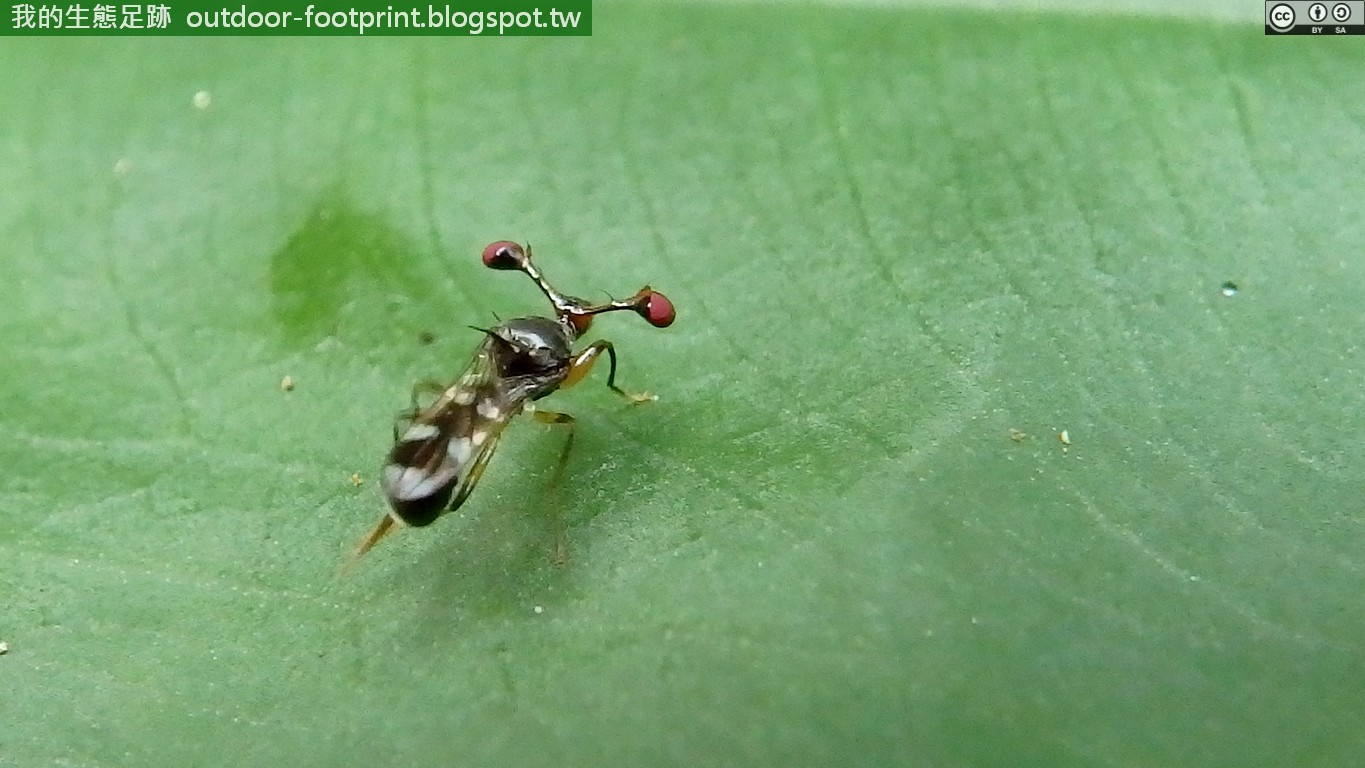
Teleopsis quadriguttata （台湾）

## 分類
シュモクバエ科の種としては11属約160種が記録されている。シュモクバエ科は、長い眼を持たない Centrioncinae 亜科と、長い目を持つ Diopsinae 亜科の2亜科に大きく分けられ、Diopsinae 亜科はさらに Sphyracephalini 族と Diopsini 族に細分される。
また、Centrioncinae 亜科を、シュモクバエ科と姉妹群を形成する独立の科 Centrioncidae として扱う考えもある。しかし、一般的には亜科の一つとして扱われている。

## 属の一覧
BioLibnによれば2020年までに化石の1属を含む以下の16属が知られる。
- Centrioncus Speiser, 1910
- Cladodiopsis Seguy, 1949
- Cobiopsis Fejien, 1989
- Cyrtodiopsis Frey, 1928
- Diasemopsis Rondani, 1875
- Diopsina Curran, 1928
- Diopsis Linnaeus, 1775
- Eosiopsis Feijen, 2008
- Eurydiopsis Frey, 1928
- Megalabops Frey, 1928
- Prosphyracephala W.Hennig, 1965  † （化石属）
- Pseudodiopsis Hendel, 1917
- Sinodiopsis Fejien, 1989
- Sphyracephala Say, 1828
- Teleopsis Rondani, 1875
- Teloglabrus Feijen, 1983